# Francolinus ochropectus
Francolinus ochropectus là một loài chim trong họ Phasianidae.